# Joseph McIlvaine
Joseph McIlvaine, född 2 oktober 1769 i Bristol, Pennsylvania, död 19 augusti 1826 i Burlington, New Jersey, var en amerikansk politiker. Han representerade delstaten New Jersey i USA:s senat från 12 november 1823 fram till sin död.
McIlvaine studerade juridik och arbetade som advokat i Burlington. Han var registrator (county clerk) i Burlington County 1796-1800. Han innehade sedan samma ämbete vid countyts domstol (clerk of the county court) 1800-1823.
Senator Samuel L. Southard avgick 1823 för att tillträda som marinminister och efterträddes av McIlvaine. Han var en anhängare av John Quincy Adams. Han avled i ämbetet och hans grav finns på Saint Marys Episcopal Churchyard i Burlington.